# Centre Bell
El Centre Bell, abans conegut amb el nom de Centre Molson, és un pavelló esportiu d'hoquei gel de Mont-real (Quebec, Canadà). Des del 16 de març del 1996 és la seu dels Montreal Canadiens de l'NHL. L'l'11 de març l'equip havia abandonat l'històric Fòrum de Mont-real. L'edifici té una  superfície de 5.680  metres quadrats, i se situa al centre de Mont-real. Està connectat amb l'estació Lucien-L'Allier del Metro de Mont-real. Té una capacitat de 21.273 seients.

## Història

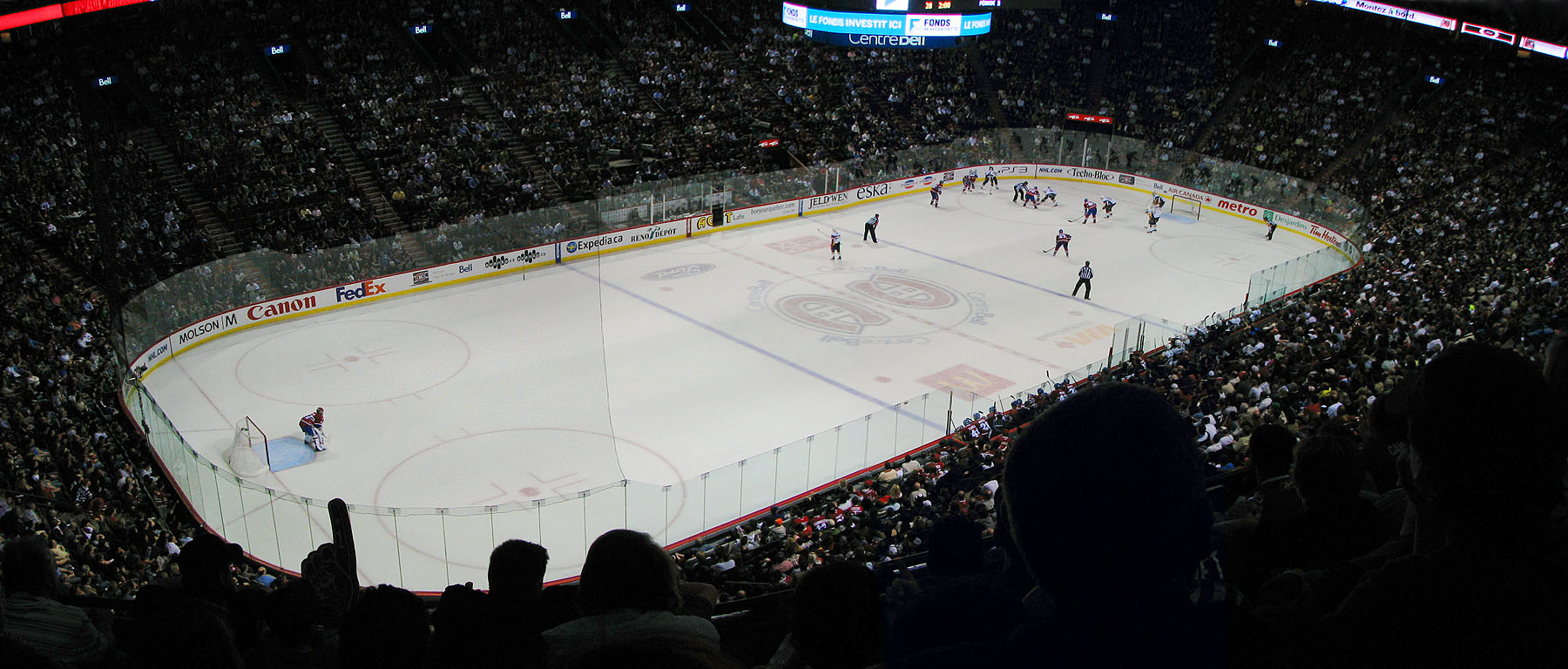
Imatge interior del Centre Bell, seu dels Montreal Canadiens.

La construcció del pavelló va començar el 22 de juny del 1993. El Centre Molson –la marca d'una cervesa montrealesa– va ser inaugurat el 16 de març del 1996.
El 9 de novembre del 1997 s'hi va celebrar l'esdeveniment PPV de WWE Survivor Sèries. Aquest esdeveniment és tristament recordat pels fans canadencs de la Lluita Lliure Professional pel fet que el lluitador Bret Hart (que estava a la seva terra natal) hi va perdre la lluita pel campionat de la WWE enfront de Shawn Michaels. El resultat del matx és controvertit, perquè Vince McMahon va obligar l'àrbitre Earl Hebner a tocar la campana mentre Michaels aplicava un moviment de rendició a Bret, sense que aquest es rendís. Aquest esdeveniment més tard es va anomenar la «Traïció de Mont-real» (Montreal Screwjob en anglès).
En la temporada 2001-2002, George Gillett va comprar l'equip d'hoquei gel Montreal Canadiens. És llavors quan Molson va decidir separar-se de l'edifici, que Bell Canada va comprar. L'edifici va començar a portar el nom de Centre Bell en el partit inaugural de la temporada 2002-2003.
L'edifici és ara un centre cultural de la ciutat de Mont-real. A més de ser la casa dels Montreal Canadiens, acull cada any més d'una cinquantena d'espectacles.
El dia 13 de setembre del 2009 s'hi va celebrar el WWE Breaking Point, un esdeveniment PPV de la World Wrestling Entertainment que va reemplaçar la WWE Unforgiven.